# Juan Pablo Villalobos
Juan Pablo Villalobos (Guadalajara, 1973) è uno scrittore messicano.

## Biografia
Nato a Guadalajara nel 1973, vive e lavora in un'impresa di commercio elettronico a Barcellona.
Dopo gli studi di marketing e letteratura comparata a Barcellona, ha vissuto in Brasile dal 2007 al 2014, anno in cui ha fatto ritorno nel capoluogo della Catalogna.
È autore di sei romanzi che affrontano con umorismo nero temi come il narcotraffico e la violenza mescolando diversi generi letterari.
Nel 2016 è stato insignito del Premio Herralde grazie al romanzo No voy a pedirle a nadie que me crea.
Nel 2024, derivato dalla sua opera, è stato pubblicato il film omonimo Il bambino che collezionava parole (Fiesta en la madriguera)

## Opere principali

### Trittico delle dita
- Il bambino che collezionava parole (Fiesta en la madriguera, 2010), Torino, Einaudi, 2012 traduzione di Thais Siciliano ISBN 978-88-06-20805-9.
- Se vivessimo in un paese normale (Si viviéramos en un lugar normal, 2012), Narni, Gran Via, 2014 traduzione di Stefania Marinoni ISBN 978-88-95492-30-8.
- Quesadillas (2013)

### Altri romanzi
- No estilo de Jalisco (2014)
- Te vendo un perro (2015)
- No voy a pedirle a nadie que me crea (2016)

## Riconoscimenti
- Guardian First Book Award: 2011 finalista con il romanzo Il bambino che collezionava parole
- Premio Herralde: 2016 vincitore con il romanzo No voy a pedirle a nadie que me crea